# Gène activant la recombinaison V(D)J
Pour les articles homonymes, voir RAG.
Les gènes activant la recombinaison V(D)J encodent les protéines RAG1 et RAG2. Ces protéines forment un complexe qui est impliqué dans la recombinaison V(D)J, et donc dans le développement du système immunitaire adaptatif.

## Histoire naturelle
L'émergence de la « recombinase RAG » est considérée comme une étape importante dans l'évolution de l'immunité adaptative chez les vertébrés à mâchoires. Depuis la fin du XXe siècle, des hypothèses (dont l'intégration dans le génome de vertébrés de gènes viraux ou bactériens et la transposition d'éléments mobiles) ont été proposées pour expliquer l'origine et l'évolution des gènes RAG et de la recombinaison V(D)J.
En 2016, un chercheur chinois (Shengfeng Huang) et ses collègues décrivent le transposon ProtoRAG, un « fossile vivant » chez les vertébrés, qui plaide pour l'hypothèse selon laquelle le complexe de recombinase RAG provenait d'un transposon ancestral de type RAG (RAGL).
Un ProtoRAG typique contient une paire de répétitions inversées terminales (TIR) de type séquence de signal de recombinaison (RSS) et des gènes de type RAG1 (RAG1L) et RAG2 (RAG2L) orientés de manière convergente. Après la découverte du ProtoRAG, les transposons RAGL se sont, plus récemment, avérés être largement distribué chez les bilatériens Cependant, l'existence du transposon RAGL chez des organismes plus primitifs et son évolution continue restaient à élucider.
Des homologues de RAG1 ou RAG2 ont donc été recherchés au sein de plus de 680 000 génomes. 786 homologues de RAG1L et 191 homologues de RAG2L ont été ainsi trouvés chez 173 espèces largement réparties parmi les Eucaryotes, dont chez certains protostomes (séquences génétiques complètes Protostomia) chez plusieurs lophotrochozoaires, mais fragmentées chez les ecdysozoaires. Une observation similaire a été faite chez les Cnidaires, avec des séquences RAGL complètes et probablement actives chez plusieurs coraux (ex. : Fungia costulata et Fungia tenuis mais fragmentées et découplées chez d'autres cnidaires.
Ces observations suggèrent que le transposon RAGL est ancien ; il serait apparu au cours de l'évolution plus tôt que la divergence des bilatériens et des non-bilatériens. Et des homologues RAG1 et RAG2 complets et étroitement liés ont été trouvés dans la microalgue unicellulaire Aureococcus anophagefferens (classe Pelagophyceae, phylum Ochrophyta, règne Stramenopila). Des fragments d'homologues de RAG1L ont également été identifiés chez plusieurs autres eucaryotes primitifs, faisant pour la première fois remonter l'origine des homologues de RAGL aux premiers eucaryotes.